# Солдатское (Курчатовский район)
Солдатское — деревня в Курчатовском районе Курской области. Входит в Колпаковский сельсовет.

## География
Деревня находится в бассейне Реута, в 46 км к юго-западу от Курска, в 14,5 км к юго-западу от районного центра — города Курчатов, в 6 км от центра сельсовета — Новосергеевка.
Климат
Солдатское, как и весь район, расположенo в поясе умеренно континентального климата с тёплым летом и относительно тёплой зимой (Dfb в классификации Кёппена).

## Население
| 2002 | 2010 |
| ---- | ---- |
| 22   | ↘11  |

## Инфраструктура
Личное подсобное хозяйство. В деревне 14 домов.

## Транспорт
Солдатское находится в 30,5 км от федеральной автодороги М2 «Крым», в 12 км от автодороги регионального значения 38К-017 (Курск — Льгов — Рыльск — граница с Украиной), в 7,5 км от автодороги 38К-010 (M2 — Иванино), в 9 км от автодороги 38К-004 (Дьяконово — Суджа — граница с Украиной), в 3 км от автодороги межмуниципального значения 38Н-086 (38К-004 — Любимовка — Имени Карла Либкнехта), в 1 км от автодороги 38Н-090 (38Н-086 — Колпаково — Иванино), в 13 км от ближайшей ж/д станции Блохино (линия Льгов I — Курск).